# 福建省永定第一中学
福建省永定第一中学（英文：Yongding No.1 Middle School Of Fujian），简称永定一中，位于福建省龙岩市永定区凤凰山麓，是一所具有超过100年历史的全日制中学，同时也是一所龙岩市首批国家级示范性普通高级中学。2018年6月，永定一中未通过福建省教育厅一级达标学校复查，被责令限期一年进行整改。2019年上半年，永定一中通过福建省教育厅一级达标高中复评。
永定一中坐落于凤城镇凤凰山脚下，校区面积达5万平方米，实行走读制和寄宿制。

## 办学历史
福建省永定第一中学座落在凤凰山麓，其前身是“永定县立中学”，创办于1913年，首任校长为维新人物王绍经。
- 1913年，创办永定县立中学校。
- 1914年，永定县立中学停办。
- 1919年复办。
- 1920年正式招生开学。永定卢磻丞成为第二任校长。
- 1929年再告停办。
- 1938年秋再次复办，校名改为永定县立初级中学。
- 1948年秋，永定县立简易师范学校并入。
- 1949年2月，省立永定高级中学并入，时名“福建省立永定中学”。
- 1949年2月，永定县立简易师范学校并入，时名“福建省立永定中学”。
- 1949年2月，永定县立农业学校并入，时名“福建省立永定中学”。
- 1949年6月，县人民政府接管永中，王辛路任建国后首任校长。
- 1953年8月，峰市南强中学并入。
- 1955年，学校正式定名为“福建省永定第一中学”。
- 1956年，被列为全省40所重点中学之一，正式定名为福建省永定第一中学。
- 1994年，福建省永定第一中学成为省二级学校。
- 1998年，福建省永定第一中学被确认为福建省一级达标学校。
- 2002年3月，福建省永定第一中学通过了国家级示范性普通高级中学市级评估。
- 2003年9月，福建省永定第一中学被确定为“福建省首批示范性普通高级中学”。
- 2007年，福建省永定第一中学被国家环境保护部评为全国绿色学校校园环境管理项目“优秀学校”。
- 2014年，福建省永定第一中学被评为“龙岩市环境教育基地”。
- 2018年6月，永定一中未通过福建省教育厅一级达标学校复查，被责令限期一年进行整改。
- 2019年上半年，永定一中通过福建省教育厅一级达标高中复评。

## 历任校长
| 校名               | 姓名   | 学历             | 任职时间       |
| ------------------ | ------ | ---------------- | -------------- |
| 永定县立中学       | 王绍经 | (清)举人         | 1913-1914      |
| 永定县立中学       | 卢磻丞 | (清)举人         | 1920-1925      |
| 永定县立中学       | 卢智锟 | 国立东南大学     | 1926-1928      |
| 永定县立初级中学   | 林鸿辉 | 早稻田大学       | 1938-1939      |
| 永定县立初级中学   | 姜子润 | 国立南京高等师范 | 1940-1942      |
| 永定县立初级中学   | 郑超祥 | 广西大学         | 1942-1949.2    |
| 福建省立永定中学   | 郑超祥 | 广西大学         | 1949.2-1949.5  |
| 福建省立永定中学   | 王辛路 | 国立中山大学     | 1949.9-1949.12 |
| 福建省立永定中学   | 胡史樵 | 中正大学         | 1950-1951      |
| 福建省立永定中学   | 李应槐 |                  | 1951-1952      |
| 福建省立永定中学   | 阙硕龄 | 厦门大学         | 1952-1953      |
| 福建省立永定中学   | 郑友谊 |                  | 1953-1956      |
| 福建省永定第一中学 | 郑友谊 |                  | 1956-1957      |
| 福建省永定第一中学 | 王曙东 | 工农             | 1957-1958      |
| 福建省永定第一中学 | 刘怀河 | 小学             | 1958-1959      |
| 福建省永定第一中学 | 游发详 | 福建省委党校     | 1959-1962      |
| 福建省永定第一中学 | 何邦基 |                  | 1962-1969      |
| 福建省永定第一中学 | 张唐彬 |                  | 1970-1975      |
| 福建省永定第一中学 | 郑友谊 |                  | 1975-1979      |
| 福建省永定第一中学 | 张祥之 | 大学（肄业）     | 1979-？        |
| 福建省永定第一中学 | 范德华 | 本科（函授）     | ？-1986        |
| 福建省永定第一中学 | 吴兆宏 | 福建师范学院     | 1986-1994      |
| 福建省永定第一中学 | 简焕镇 | 龙岩师专         | 1994-2011      |
| 福建省永定第一中学 | 游远新 | 福建师范大学     | 2011-2021      |
| 福建省永定第一中学 | 曾德勇 |                  | 2021-至今      |

## 现任领导[4]
- 党总支书记、校长曾德勇
- 副校长俞联斌、李秀菊
- 党总支副书记范日升

## 学校象征
- 校训：诚实、勤勉、精业、报国
- 校风：勤 严 实 勇
- 教风：责爱、博新
- 学风：勤思、争上
- 领导作风：敬业、勤政、重教、节俭、求实

## 部分知名校友
- 卢肇西
- 卢衍豪
- 张问强
- 廖崇先
- 张胜友
- 赖铭传
- 姜成康
- 游宁丰
- 何立峰
- 苏增添
- 张一鸣